# Anthony Lobello
Anthony Lobello (ur. 15 sierpnia 1984 w Tallahassee) – łyżwiarz szybki, specjalizujący się w short tracku, medalista mistrzostw świata, reprezentant Stanów Zjednoczonych na zimowych igrzyskach olimpijskich w Turynie, reprezentant Włoch na zimowych igrzyskach olimpijskich w Soczi.
Mąż włoskiej łyżwiarki szybkiej Arianny Fontany.

## Osiągnięcia
W latach 2012–2014 Lobello reprezentował Włochy, wcześniej reprezentował Stany Zjednoczone.
| Rok | Zawody                      | Miasto      | Miejsce | Konkurencja | Wynik    | Źródło |
| --- | --------------------------- | ----------- | ------- | ----------- | -------- | ------ |
| 2004 | Mistrzostwa świata juniorów | Pekin       | 33.     | wielobój    | 0 (52)   | [ 1 ]  |
| 2004 | Mistrzostwa świata juniorów | Pekin       | 8.      | sztafeta    | 3:00,699 | [ 1 ]  |
| 2006 | Zimowe igrzyska olimpijskie | Turyn       | 23.     | 500 m       | 1:13,722 | [ 2 ]  |
| 2006 | Mistrzostwa świata          | Minneapolis | 12.     | 500 m       | 4:23,56  | [ 3 ]  |
| 2006 | Mistrzostwa świata          | Minneapolis | 20.     | 1000 m      | 1:32,713 | [ 4 ]  |
| 2006 | Mistrzostwa świata          | Minneapolis | 18.     | 1500 m      | 2:22,769 | [ 5 ]  |
| 2006 | Mistrzostwa świata          | Minneapolis | 14.     | wielobój    | 0 (50)   | [ 6 ]  |
| 2006 | Mistrzostwa świata          | Minneapolis | 3.      | sztafeta    | 6:51,703 | [ 7 ]  |
| 2007 | Mistrzostwa świata          | Mediolan    | 12.     | 500 m       | 0:42,587 | [ 8 ]  |
| 2007 | Mistrzostwa świata          | Mediolan    | 31.     | 1000 m      | 1:31.226 | [ 9 ]  |
| 2007 | Mistrzostwa świata          | Mediolan    | 19.     | 1500 m      | PEN      | [ 10 ] |
| 2007 | Mistrzostwa świata          | Mediolan    | 17.     | wielobój    | 0 (62)   | [ 11 ] |
| 2007 | Mistrzostwa świata          | Mediolan    | 3.      | sztafeta    | 6:58,702 | [ 12 ] |
| 2011 | Mistrzostwa świata          | Sheffield   | 3.      | sztafeta    | 7:01,659 | [ 13 ] |
| 2014 | Zimowe igrzyska olimpijskie | Soczi       | 25.     | 500 m       | 0:42,133 | [ 14 ] |
| 2014 | Zimowe igrzyska olimpijskie | Soczi       | 8.      | sztafeta    | 6:44,904 | [ 14 ] |
| 2014 | Mistrzostwa świata          | Montreal    | 8.      | sztafeta    | 7:08,870 | [ 15 ] |
| 2014 | Mistrzostwa Europy          | Drezno      | 9.      | wielobój    | 5        | [ 16 ] |
| 2014 | Mistrzostwa Europy          | Drezno      | 4.      | sztafeta    | 7:08,946 | [ 17 ] |
| Pochyloną czcionką oznaczono wynik z ostatniego etapu danej konkurencji, z udziałem tego samego zawodnika/zawodników, z wykluczeniem etapu finałowego. Wartości cyfrowe podawane w nawiasie, w wynikach uzyskiwanych w konkurencji wieloboju, oznaczają sumę pozycji zajmowanych w klasyfikacji końcowej na dystansie 500, 1000 i 1500 metrów. Wartość PEN oznacza karę, której działanie jest praktycznie tożsame z dyskwalifikacją. |                             |             |         |             |          |        |